# Michelle MacPherson
Michelle MacPherson, nach Heirat Michelle Hojnacki, (* 11. Mai 1966 in Toronto) ist eine ehemalige kanadische Schwimmerin. Bei den Olympischen Spielen 1984 in Los Angeles gewann sie eine Bronzemedaille mit der kanadischen 4-mal-100-Meter-Lagenstaffel.

## Karriere
Michelle MacPherson schwamm bis 1984 für den Etobicoke Swim Club. Eine Olympiateilnahme 1980 scheiterte am Olympiaboykott der kanadischen Mannschaft.
Bei den Schwimmweltmeisterschaften 1982 in Guayaquil belegte sie den achten Platz über 400 Meter Lagen. Zwei Monate nach den Weltmeisterschaften fanden in Brisbane die Commonwealth Games 1982 statt.  Michelle MacPherson gewann die Bronzemedaille über 100 Meter Schmetterling und über 400 Meter Lagen. Die kanadische Lagenstaffel gewann in der Besetzung Cheryl Gibson, Anne Ottenbrite, Maureen New und Michelle MacPherson vor den Engländerinnen.
Der Saisonhöhepunkt 1983 waren die Panamerikanischen Spiele 1983 in Caracas. Über 100 Meter Schmetterling gewann MacPherson Silber hinter Laurie Lehner aus den Vereinigten Staaten. Über 200 Meter Lagen siegte Tracy Caulkins aus den Vereinigten Staaten vor MacPherson. Caulkins gewann auch auf der 400-Meter-Lagenstrecke, hinter der zweiten US-Schwimmerin Polly Winde erschwamm MacPherson die Bronzemedaille. Die kanadische Staffel mit Barbara McBain, Ottenbrite, MacPherson und Jane Kerr belegte den zweiten Platz hinter der Staffel aus den Vereinigten Staaten.
Bei den olympischen Schwimmwettbewerben 1984 trat Michelle MacPherson in vier Disziplinen an. Über 100 Meter Rücken und über 200 Meter Lagen erreichte sie nicht das Finale. Über 100 Meter Schmetterling gelang ihr der Finaleinzug mit der viertbesten Zeit. Im Finale schwamm sie bis auf eine Hundertstelsekunde die gleiche Zeit wie im Vorlauf und belegte den fünften Platz. Die kanadische Staffel mit Reema Abdo, Ottenbrite, MacPherson und Pamela Rai erkämpfte die Bronzemedaille hinter der US-Staffel und den Schwimmerinnen aus der Bundesrepublik Deutschland.
Nach den Olympischen Spielen ging MacPherson an die University of Cincinnati und schwamm in deren Sportteam. Bei den Commonwealth Games 1986 erreichte sie über 100 Meter Schmetterling noch einmal das Finale und belegte den achten Platz. Nach vier Jahren in Cincinnati schloss sie ihr Studium als Erzieherin ab und arbeitete später als Trainerin.